# Zeche Flora
Die Zeche Flora ist ein ehemaliges Steinkohlebergwerk im Bochumer Stadtteil Weitmar mit zwei Betriebsgeländen. Die Stilllegung erfolgte 1967.

## Geschichte
Erste Förderungen gab es bereits zwischen 1832 und 1890, dann wurden sämtliche Anlagen wieder abgerissen. Die Zeche wurde 1925 zunächst als Emil 1 wieder in Betrieb genommen. Nach mehreren Besitzerwechseln und Konkursen kam sie in den Besitz der Gewerkschaft Hausbach. Man förderte mit einem tonnlägigen Schacht in der Nähe von Haus Weitmar. 1937 erreichte man eine Jahresförderung von 69.946 t Steinkohle, die Zahl der Beschäftigten betrug 161.
Nach dem Zweiten Weltkrieg wurde ein neues Betriebsgelände in der Straße Am Kuhlenkamp in der Nähe des Hasenwinkeler Kohlenweges in Weitmar-Mark angelegt. 1948 waren zwei Förderschächte und ein Wetterschacht in Betrieb. Die Zeche wurde 1964 stillgelegt. Die Gewerkschaft Hausbach ging am 31. März 1967 in Konkurs. Die Bergleute erhielten nicht einmal die Lohnsteuerkarten des letzten Jahres zurück.

## Schächte
- 51° 26′ 54,8″ N, 7° 12′ 1,9″ O (Zeche Flora Wetterschacht Nordfeld, Teufe 74 m)[1]

## Kleinzechen
Die Gewerkschaft Hausbach bzw. ihre Schwestergewerkschaften Centrum & Co., Wippsterz und Friedrichshöhe betrieben noch weitere sogenannte Kleinzechen:
| Name                                | Ort                | Betriebszeit | Förder- Höchstleistung (Jahr) | Beschäftigte |
| ----------------------------------- | ------------------ | ------------ | ----------------------------- | ------------ |
| Zeche Glocke                        | Bochum-Sundern     | 1952–1960    | 08.929 t (1955)               | 027          |
| Zeche Im Rauendahl                  | Bochum-Stiepel     | 1952–1957    | 07.708 t (1954)               | 029          |
| Zeche Johannisberg                  | Essen-Freisenbruch | 1952–1960    | 15.729 t (1965)               | 044          |
| Zeche Hermanns Gesegnete Schiffahrt | Hattingen-Welper   | 1955–1967    | 37.872 t (1966)               | 121          |

Die Kleinzechen im Ruhrbergbau kamen vor allem in der Nähe des Ruhrtals vor, wo die Variszische Orogenese starke Spuren hinterlassen hat. Sie waren wegen ihrer meist kleinen Felder nicht so wirtschaftlich wie die Großzechen im Norden. Der Kohlebedarf führte aber zu einer Renaissance der Kleinzechen in der Nachkriegszeit.
Das Maschinenhaus der Zeche Flora wurde später von einer Zylinderkopfschleiferei genutzt, das übrige Gelände von einem Metallsammelbetrieb. Im Jahre 1992 wurden viele Unterlagen der Personalwesens und der Betriebsführung bei Renovierungsarbeiten auf dem Dachboden gefunden und dem Bergbau-Archiv im Deutschen Bergbau-Museum übergeben.

## Aktenbestand
Der Bestand des Bergbauarchivs Bochum umfasst Journale wie Staubbücher (zum Schutz vor Kohlestaubexplosionen), Statistiken über den Verbrauch von Grubenholz und Bücher für die Erfassung von Arbeitsunfällen. Zum Unglück mit Todesfolge war es nur einmal gekommen. Kleinere Unfälle waren zum Beispiel Treten in Nägel oder Kopfverletzungen durch herabfallende Steine.
Zu den Korrespondenzen zählen Anträge für die Betriebsanlagen, aber auch Rechtssachen. In einer der Kleinzechen fand man einen Flöz bereits abgebaut vor. Es ließ sich jedoch nicht nachweisen, dass dies erst in jüngster Zeit durch einen Mitbewerber geschehen war. In einer anderen Korrespondenz beschwerte man sich, dass die Bergleute eines anderen Bergwerks Zigaretten rauchend die Stollen benutzten, um zu ihrem dortigen Arbeitsplatz zu gelangen.
Die Grubenrisse über den Abbau in mehreren Sohlen sind ebenfalls im Bestand vorhanden.

## Sonstiges
An beiden Betriebsstandorten ist die Erinnerung an Zeche Flora noch präsent. Am älteren Standort erinnert die Florastraße an die Kleinzeche. In der Straße Am Kuhlenkamp steht ein stark verändertes Maschinenhaus.